# Liste der geschützten Landschaftsteile im Bezirk Liezen
Die Liste der geschützten Landschaftsteile im Bezirk Liezen enthält die geschützten Landschaftsteile im Bezirk Liezen.

## Geschützte Landschaftsteile
| Foto |                 | Name                                                                      | ID       | Standort                                                                                                | Beschreibung                                                      | Fläche   | Datum      |
| ---- | --------------- | ------------------------------------------------------------------------- | -------- | --- | ----------------------------------------------------------------- | -------- | ---------- |
| 1    | Datei hochladen | Hackenschmiedmoos (Lammer-Moor)                                           | GLT_0003 | Bad Mitterndorf Standort                                                                                |                                                                   | 8,82 ha  | 23.04.1968 |
| 1    | Datei hochladen | Pichlmoor                                                                 | GLT_0005 | Bad Mitterndorf Standort                                                                                |                                                                   | 16,79 ha | 19.07.1969 |
| 1    | Datei hochladen | Knoppenmoor                                                               | GLT_0006 | Bad Mitterndorf Standort                                                                                |                                                                   | 28,91 ha | 12.08.1968 |
| 1    | Datei hochladen | Lauf des Zimitzbaches                                                     | GLT_0008 | Grundlsee Standort                                                                                      |                                                                   | 3,5 ha   | 23.06.1994 |
| 1    | Datei hochladen | Toteisboden in Rohrmoos-Unterthal                                         | GLT_0153 | Schladming Standort                                                                                     |                                                                   | 2,57 ha  | 13.10.2011 |
| 1    | Datei hochladen | Zinkwand – Vötternspitz                                                   | GLT_0156 | Schladming Standort                                                                                     | Anmerkung: Name des Berges laut Geonam Österreich: Vetternspitzen | 35,23 ha | 04.07.1980 |
| 1    | Datei hochladen | Ennsregulierungskonkurrenzgrundstücke                                     | GLT_1258 | Aich, Gröbming, Haus, Michaelerberg-Pruggern, Mitterberg-Sankt Martin Standort                          |                                                                   | 46,89 ha | 19.11.2008 |
| 1    | Datei hochladen | Kaiser Franz Josef-Jubiläumspark                                          | GLT_1268 | Stainach-Pürgg Standort                                                                                 |                                                                   | 0,36 ha  | 09.11.1983 |
| 1    | Datei hochladen | Marienpark und anschließende Allee                                        | GLT_1277 | Admont Standort                                                                                         |                                                                   | 0,22 ha  | 13.12.2011 |
| 1    | Datei hochladen | Eichelau                                                                  | GLT_1278 | Admont Standort                                                                                         |                                                                   | 1,48 ha  | 23.11.2011 |
| 1    | Datei hochladen | Irdning. Kirchpark                                                        | GLT_1281 | Irdning-Donnersbachtal Standort                                                                         |                                                                   | 0,44 ha  | 31.08.1977 |
| 1    | Datei hochladen | Irdning. Lindenallee                                                      | GLT_1284 | Irdning-Donnersbachtal Standort                                                                         |                                                                   | 0,2 ha   | 31.08.2010 |
| 1    | Datei hochladen | Kirchenvorplatz in Rottenmann                                             | GLT_1285 | Rottenmann Standort                                                                                     |                                                                   | 0,11 ha  | 30.01.1978 |
| 1    | Datei hochladen | Kajetanpromenade in Admont                                                | GLT_1286 | Admont Standort                                                                                         |                                                                   | 1,12 ha  | 13.12.2011 |
| 1    | Datei hochladen | Ennsregulierungskonkurrenzgrundstücke und Altarme                         | GLT_1287 | Aigen im Ennstal, Ardning, Irdning-Donnersbachtal, Liezen, Selzthal, Stainach-Pürgg, Wörschach Standort |                                                                   | 25,29 ha | 01.08.1987 |
| 0 BW | Datei hochladen | Schlosspark der Bundesanstalt für alpine Landwirtschaft in Gumpenstein    | GLT_1288 | Irdning-Donnersbachtal Standort                                                                         |                                                                   | 1,34 ha  | 15.07.2011 |
| 0 BW | Datei hochladen | Koppentraunstrecke vom Austeg flussabwärts bis zur Landesgrenze           | GLT_1517 | Bad Aussee Standort                                                                                     |                                                                   | 11,63 ha | 25.06.2007 |
| 1    | Datei hochladen | Seeklaus / Altausseer Traun                                               | GLT_1527 | Altaussee Standort                                                                                      |                                                                   | 0,72 ha  | 09.07.2008 |
| 0 BW | Datei hochladen | Auwaldgrundstücke im ehemaligen Ennslauf in KG Michaelerberg und Pruggern | GLT_1535 | Michaelerberg-Pruggern Standort                                                                         |                                                                   | 0,87 ha  | 04.03.2009 |